# Mundo Demi Bold
Mundo Demi Bold Condensed és un tipus de lletra tipogràfica script desenvolupada per l'Estudio Mariscal amb la resta de la família Mundo, entre 1996 i 1998. Les Mundo Fonts, més que una família relacionada estilísticament, componen un conjunt relacionat per un projecte: el desenvolupament global de la gràfica del personatge Señor Mundo, una sèrie de dibuixos utilitzats en unes tires còmiques dels anys noranta. Mundo DemiBold Condensed és la versió més script, o manual, de la sèrie i que podríem qualificar de script informal. La llista completa de les Mundo Fonts són: Mundo CapsCondensed, Mundo DemiBoldCondensed, Mundo Moderna, Mundo Moderna Script, Mundo Romana i Mundo Sans.Està comercialitzada per la fundació barcelonesa Type-Ø-Tones i en l'actualitat, en la seva versió 3, està disponible en formats PostScript (per Mac OS) i TrueType (per Windows).

## Història
Aquesta font tipogràfica va ser creada a l'Estudio Mariscal, que és l'estudi fundat l'any 1989 per Xavier Mariscal, el dissenyador i artista valencià de fama internacional.

### Tira còmica Señor Mundo.
Aquesta font va ser utilitzada pel “Señor Mundo” una iniciativa ecològica de Xavier Mariscal que consistia en unes tires còmiques que van ser publicades periòdicament al suplement del diari El País des de 1994 fins a la tardor de 1998.
El llibre El señor mundo y yo editat per l'Editorial Planeta recull aquestes tires còmiques.

## Anàlisi de la font tipogràfica

### Gruix dels traços
Com es pot observar a la següent imatge, el gruix dels traços d'aquesta font no són gens uniformes.

Gruix de la lletra tipogràfica Mundo Demi Bold.

### Caixes altes i baixes
Alhora de dissenyar aquesta tipografia algunes lletres com per exemple les de la imatge van ser creades quasi exactes pel format de caixa alta i caixa baixa.

Mostra de les petites diferències en algunes lletres del format de caixa alta i caixa baixa.

### Mètrica vertical del caràcter
Una altra característica d'aquesta font és que l'alçària de les seves capitals en un mateix caràcter no són simètriques.

Alçària no simètrica.

### Alçada de la “x”
Com es mostra a la següent imatge aquesta font no utilitza l'alçària de les “x” per definir les mides dels caràcters com a punt de referència en el disseny.

Alçada "x" de la font Mundo Demi Bold.